# Condanne del 1210-1277
Le condanne del 1210-1277 furono introdotte all'Università di Parigi per contenere la diffusione di alcuni insegnamenti considerati come eretici. Questi includevano soprattutto i trattati di fisica aristotelica. Le relative indagini furono condotte dai vescovi di Parigi. Le condanne del 1277 sono tradizionalmente collegate a un'inchiesta richiesta da papa Giovanni XXI, anche se non è chiaro se il Pontefice abbia effettivamente sostenuto la stesura di un elenco di condanne.
A Parigi, fra il XIII e il XIV secolo, furono censurati circa sedici elenchi di tesi. La maggior parte di questi elenchi di proposizioni fu sistematizzata all'interno di raccolte di articoli proibiti. Di queste, le condanne del 1277 sono considerate di particolare rilevanza da quegli storici che ritengono che esse incoraggiarono gli studiosi a mettere in discussione i principi della scienza aristotelica. Da questo punto di vista, alcuni storici sostengono che le condanne abbiano avuto effetti positivi sullo sviluppo della scienza, segnando anche gli inizi della scienza moderna.

## Condanna del 1210
La condanna del 1210 fu emessa dal sinodo provinciale di Sens, che comprendeva come membro il vescovo di Parigi, che all'epoca era Pietro II de la Chapelle. Gli scritti di un certo numero di studiosi medievali furono condannati, apparentemente per panteismo e fu inoltre affermato che: "Né i libri di Aristotele sulla filosofia naturale né i loro commenti devono essere letti a Parigi in pubblico o in privato, e questo lo proibiamo sotto pena di scomunica". Tuttavia, questa decisione aveva solo forza locale e la sua applicazione era ulteriormente ristretta alla Facoltà di Lettere dell'Università di Parigi. I teologi erano quindi lasciati liberi di leggere le opere proibite, i cui titoli non erano nemmeno specificati. Alessandro di Afrodisia fu probabilmente tra i commentatori aristotelici presi di mira.
L'Università di Tolosa (che era stata fondata nel 1229) cercò di sfruttare la situazione a proprio favore, annunciando agli studenti che coloro che avessero desiderato approfondire la conoscenza dei testi, avrebbero potuto ascoltare i libri di Aristotele che erano proibiti a Parigi". Tuttavia, non è chiaro se il divieto abbia effettivamente avuto un effetto sullo studio dei testi a Parigi: infatti, pensatori inglesi come Roberto Grossatesta e Ruggero Bacone studiarono a Parigi, quando avrebbero potuto preferire l'Università di Oxford, dove le opere potevano ancora essere discusse in pubblico. Si presume quindi che le opere aristoteliche continuassero a essere lette a Parigi almeno in privato, oltre al fatto che esistono indizi  che la loro discussione fosse diventata pubblica nel 1240.

## Condanna del 1270
Nel 1270, il divieto di insegnare la filosofia naturale di Aristotele era divenuto lettera morta. Nel mese di dicembre il vescovo di Parigi Étienne Tempier riunì i teologi conservatori che vietarono l'insegnamento di certe dottrine aristoteliche e averroiste nella capitale francese. Tredici proposizioni furono elencate come false ed eretiche, alcune relative alla dottrina dell'anima e  al monopsichismo di Averroè, mentre altre dirette contro la concezione di Dio da parte di Aristotele, inteso come un Motore passivo e immobile. Le proposizioni vietate includevano le seguenti:

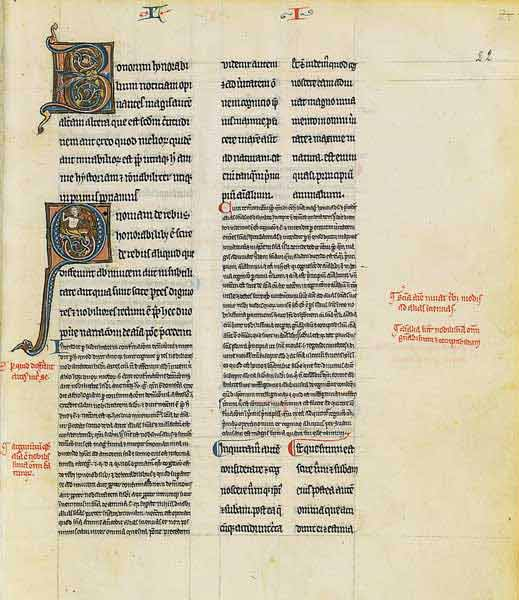
Manoscritto francese risalente al tardo XIII secolo, relativo al commento di Averroè al De Anima di Aristotele.

- "Che esiste numericamente un unico e identico intelletto per tutti gli esseri umani".[6]
- "Che l'anima separata [dal corpo] dalla morte non può soffrire del fuoco corporeo".[6]
- "Che Dio non può concedere l'immortalità e l'incorruttibilità a una cosa mortale e corruttibile".[6]
- "Che Dio non conosce i singolari" (cioè, singoli oggetti o creature).[6]
- "Che Dio non conosce cose diverse da se stesso".[6]
- "Che gli atti umani non sono governati dalla provvidenza di Dio".[7]
- "Che il mondo è eterno".[8]
- "Che non è mai esistito un primo essere umano".[8]

Coloro che "consapevolmente" le avessero insegnati o affermate come veri, sarebbero incorsi nella scomunica latae sententiae e nel processo della Santa Inquisizione in caso di recidiva. Non è noto quale di queste proposizioni sia stata "insegnata consapevolmente" o "affermata" dai professori di Parigi, sebbene Sigieri di Brabante e i suoi seguaci averroisti radicali della Facoltà di Lettere fossero stati presi di mira. Evidentemente, tali maestri avevano insegnato che Aristotele proponeva proposizioni controverse che secondo gli averroisti sarebbero state vere almeno in filosofia, anche se rigettate in teologia, configurando la dottrina delle doppia verità. Questioni come il libero arbitrio e l'immortalità dell'anima erano senza dubbio oggetto di dibattito accademico tra maestri e studenti. Tuttavia, risulta "inconcepibile" il fatto che un qualsiasi docente abbia negato la Provvidenza di Dio.

## Condanna del 1277

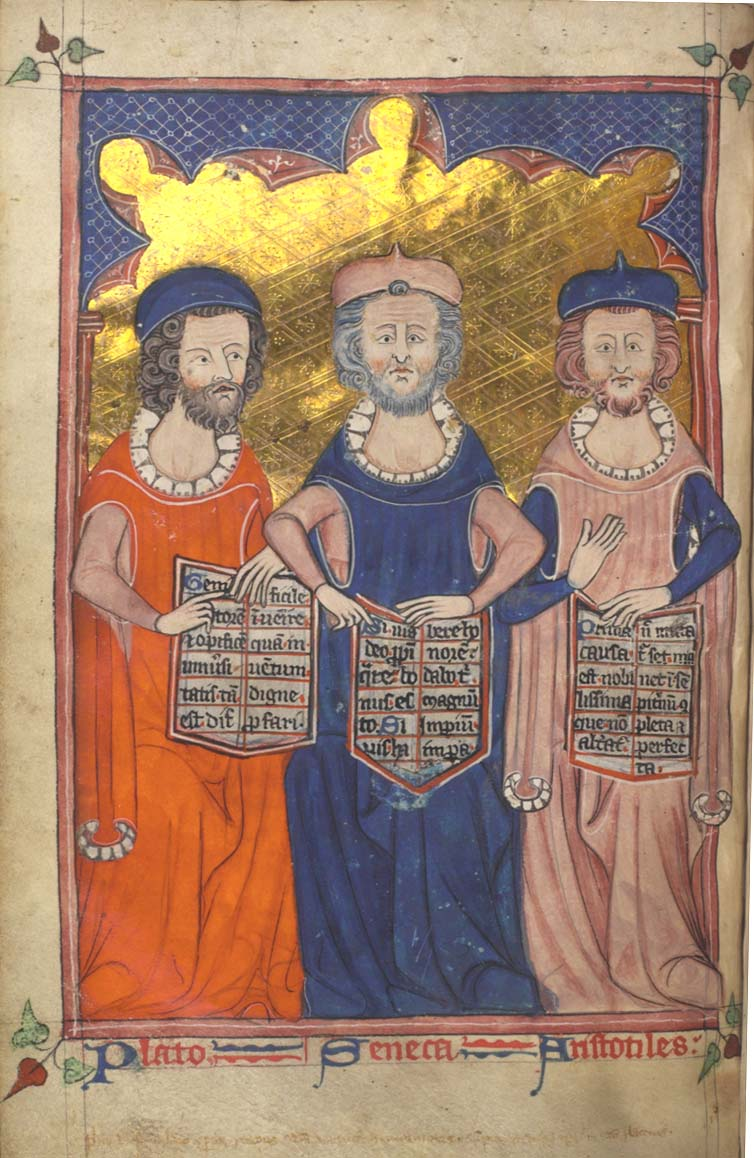
Scritti devozionali e filosofici, c. 1330. Prima della condanna, molti filosofi fecero frequentemente riferimento ad Aristotele (a destra).

La concatenazione causale che condusse alla condanna del 1277 da parte del vescovo Tempier non è ancora stata chiarita del tutto. La Catholic Encyclopedia afferma che i teologi dell'Università di Parigi erano in forte imbarazzo a causa della contraddittorietà esistente tra i dogmi cristiani e alcune dottrine peripatetiche. Secondo lo storico Edward Grant, i teologi intendevano condannare gli insegnamenti di Aristotele sull'eternità del mondo e l'unicità dell'intelletto.
Il 18 gennaio 1277, papa Giovanni XXI incaricò il vescovo Tempier di indagare sulle questioni sollevate dai teologi. "Non solo Tempier indagò, ma in sole tre settimane, di sua propria autorità, emise una condanna di 219 proposizioni tratte da molte fonti, tra cui le opere di Tommaso d'Aquino, di cui alcune idee furono inserite nell'elenco". L'elenco pubblicato il 7 marzo condannava un gran numero di "errori", alcuni dei quali derivanti dall'astrologia, mentre altri dalla filosofia dei peripatetici. Queste proposizioni condannate includevano:
- 9. "Che non c'è stato un primo uomo, né ci sarà un ultimo; al contrario, c'è sempre stata e sempre sarà la generazione dell'uomo dall'uomo"[13];
- 49. "Che Dio non potrebbe muovere i cieli con moto rettilineo; e la ragione è che rimarrebbe un vuoto"[13];
- 87. "Che il mondo è eterno quanto a tutte le specie in esso contenute; e che il tempo è eterno, come lo sono il movimento, la materia, l'agente e il ricevente; e poiché il mondo è dall'infinita potenza di Dio, è impossibile che ci sia novità in un effetto senza novità nella causa".[13]

La pena per chiunque avesse insegnato o ascoltato gli errori elencati era la scomunica, "a meno che non avessero chiesto venia al vescovo o al cancelliere entro sette giorni, nel qual caso il vescovo avrebbe inflitto sanzioni proporzionate". La condanna cercava di impedire agli insegnanti del Maestro d'Arte di interpretare le opere di Aristotele in modi contrari alla fede della Chiesa. Oltre ai 219 errori, la condanna riguardava anche il De amore di Andrea Cappellano e trattati anonimi o non identificati di geomanzia, negromanzia, stregoneria o cartomanzia.
La condanna del 1277 fu in seguito parzialmente annullata "nella misura in cui sembrava contenere impliciti riferimenti agli insegnamenti di Tommaso d'Aquino".

### Valutazione

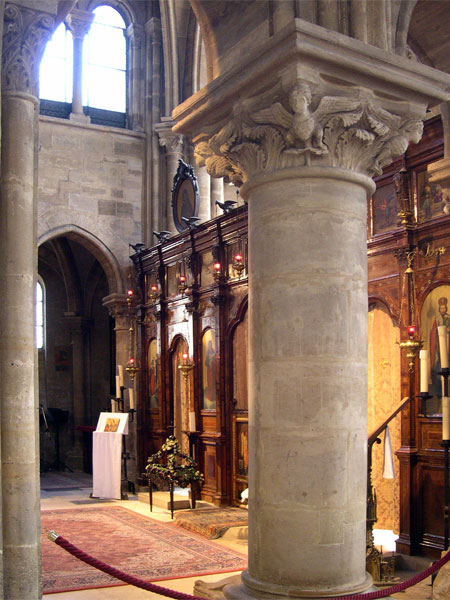
Interno della chiesa di Saint-Julien-le-Pauvre, il sito originario della Scuola di Teologia e Arti che fu poi annessa alla Facoltà di Arti dell'Università di Parigi

In numerose occasioni l'elenco fu tacciato di essere "non particolarmente organizzato" e "di una portata talmente ampia da creare confusione". Tuttavia, l'ordine dell'elenco risentiva dell'ordine in cui gli errori erano comparsi all'interno delle opere esaminate. L'elenco fu riorganizzato poco dopo il 1277, forse per facilitarne l'uso da parte della comunità accademica. Nel XX secolo gli articoli furono nuovamente riordinati dallo storico domenicano Pierre Mandonnet, il quale enumerò e distinse le 179 tesi filosofiche dalle 40 teologiche. L'elenco fu riassunto in gruppi e ulteriormente illustrato da John F. Wippel. La Stanford Encyclopedia of Philosophy sottolineò che "le tesi di Tempier esprimevano posizioni che alla luce della verità rivelata non potevano essere mantenute per vere, e per questo ciascuna di esse fu in seguito qualificata come 'errore'".
Un ulteriore problema fu il fatto che Tempier non aveva identificato i destinatari della sua condanna, limitandosi a indicare che era diretta contro membri non specificati della Facoltà di Lettere di Parigi. Sigieri di Brabante e Boezio di Dacia furono individuati come i bersagli più importanti della censura del 1277, sebbene i loro nomi non siano menzionati, ma compaiano nelle rubriche di solo due dei tanti manoscritti condannati. Questi due studiosi furono importanti fautori del movimento averroista. L'innovativo studio dello storico Roland Hissette dimostrò che molte delle proposizioni censurate sembrano provenire da Aristotele, dai filosofi arabi o da "i filosofi" (intendendosi altri filosofi greci).
In tempi recenti il dibattito fra gli studiosi si è focalizzato sul ruolo svolto da papa Giovanni XXI nella predisposizione delle condanne. Poiché la lettera papale precedette la condanna di Tempier solo di circa sei settimane, l'ipotesi tradizionale era che Tempier avesse agito su iniziativa papale, e in modo troppo zelante e rapido. Tuttavia, più di quaranta giorni dopo che Tempier aveva presentato il suo elenco, un'altra lettera papale non dà alcuna indicazione che il Papa fosse ancora a conoscenza dell'azione di Tempier, e sembra suggerire il contrario. È quindi possibile che Tempier stesse già preparando le sue condanne prima di ricevere la prima lettera del Papa. Lo stesso Papa non aveva avuto alcun ruolo diretto nelle condanne, avendo semplicemente richiesto un'indagine. Uno studioso ha sostenuto che c'era "un'approvazione papale scarsamente entusiasta delle azioni del vescovo di Parigi".

### Effetti

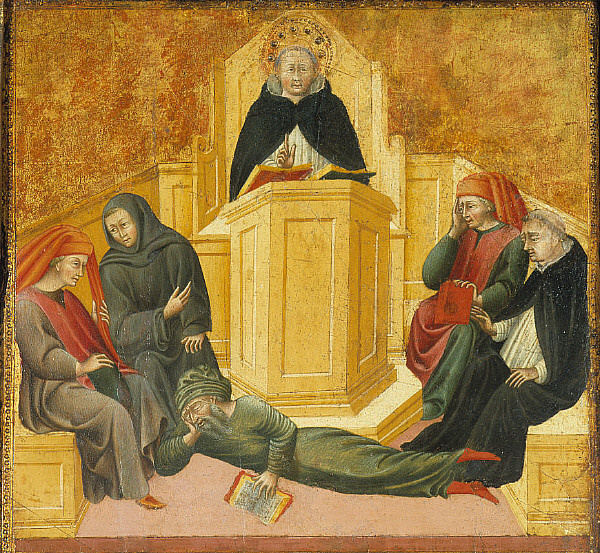
San Tommaso d'Aquino che confonde Averroè (di Giovanni di Paolo). Tempier indagò sia le opere dell'Aquinate che quelle di Averroè.

Pierre Duhem riteneva che queste condanne "distruggessero alcuni fondamenti essenziali della fisica peripatetica".  Sebbene il sistema aristotelico considerasse l'esistenza di uno spazio vuoto come ridicola e insostenibile, la fede nell'onnipotenza divina induceva a credere proposizioni di questo tipo come possibili, in attesa che la scienza le confermasse come "vere". Almeno dal 1280 in poi, molti maestri di Parigi e Oxford ammisero che le leggi della natura erano certamente avverse alla formazione della spazio vuoto, ma che la sua esistenza non era di per sé irragionevole. Questi argomenti diedero origine alla branca della scienza meccanica nota come dinamica.
Pierre Duhem ed Edward Grant affermarono che ciò rappresentò un punto di rottura con l'opera di Aristotele, rottura che costrinse gli insegnanti dell'epoca ad accettare l'idea che il lavoro dello Stagirita fosse imperfetto. Secondo Duhem, "se dovessimo assegnare una data per la nascita della scienza moderna, sceglieremmo, senza dubbio, l'anno 1277 quando il vescovo di Parigi proclamò solennemente che potevano esistere più mondi e che l'intero cielo poteva, senza contraddizione, essere mosso con un moto rettilineo".
La tesi di Duhem fu estremamente influente nella storiografia della scienza medievale, che grazie ad essa si costituì come una seria disciplina accademica. "Duhem riteneva che Tempier, con la sua insistenza sul potere assoluto di Dio, avesse liberato il pensiero cristiano dall'accettazione dogmatica dell'aristotelismo, e in questo modo avesse segnato la nascita della scienza moderna". Le condanne ebbero certamente un effetto positivo sulla scienza, ma gli studiosi non sono d'accordo sulla loro influenza relativa. Gli storici della scienza non sostengono più pienamente la sua opinione secondo cui la scienza moderna è iniziata nel 1277. Le opinioni di Edward Grant sull'argomento si avvicinano a quelle di Duhem, ma sono più raffinate in quanto beneficiano della maggiore quantità di materiali a sua disposizione. Ciò su cui gli storici concordano è che le condanne permisero alla scienza "di considerare possibilità che il grande filosofo non aveva mai immaginato". Secondo lo storico della scienza Richard Dales, "sembrano decisamente aver promosso un modo più libero e fantasioso di fare scienza".
Altri sottolineano che alle condanne del 1277 seguì una reazione critica e scettica negli ambienti filosofici. Poiché i teologi avevano affermato che Aristotele aveva sbagliato in teologia, e messo in evidenza le conseguenze negative dell'accettazione acritica delle sue idee, filosofi scolastici come Duns Scoto e Guglielmo di Ockham (entrambi frati francescani ) ritenevano che l'auctoritas dello Stagirita potesse sbagliarsi anche in fatto di filosofia. I movimenti scotisti e ockhamisti impostarono la Scolastica su un percorso diverso da quello di Alberto Magno e Tommaso d'Aquino; il fondamento teologico dei loro argomenti filosofici può essere fatto risalire all'anno 1277. Essi enfatizzarono i tradizionali temi francescani della divina onnipotenza e divina libertà, che appartenevano alla prima tesi di Ockham.
La sua seconda tesi era il principio di parsimonia, noto anche come il rasoio di Ockham. Ciò sviluppò una nuova forma di logica, basata su una teoria empirista della conoscenza, "sebbene l'ambientazione scolastica", come scrive David Lindberg, fosse "completamente moderna nell'orientamento. Definita via moderna, in opposizione alla via antiqua degli scolastici precedenti, fu vista come un precursore di un'era moderna di analisi".
Altri pensatori ancora più scettici nella metà del XIV secolo includevano Giovanni di Mirecourt e Nicola di Autrecourt. Fu suggerito che la nuova filosofia della natura emersa dalle condanne e dal conseguente scetticismo  conteneva "i germi da cui poté sorgere la scienza moderna all'inizio del XVII secolo".